# Helena Christensen
Helena Christensen, född 25 december 1968 i Köpenhamn, Danmark, är en dansk fotomodell. Hennes mor är från Peru och fadern från Danmark.
Christensen spelade kvinnan som Chris Isaak åtrådde i videon Wicked Game (1989). Mellan åren 1998 och 2002 hade hon ett förhållande med den amerikanska skådespelaren Norman Reedus, som hon har en son tillsammans med, Mingus Lucien Reedus (född 13 oktober 1999).